# Parazilia strandi
Parazilia strandi is een spinnensoort in de taxonomische indeling van de strekspinnen.
Het dier behoort tot het geslacht Parazilia. De wetenschappelijke naam van de soort werd voor het eerst geldig gepubliceerd in 1938 door Lessert.